# Hòa bình thế giới

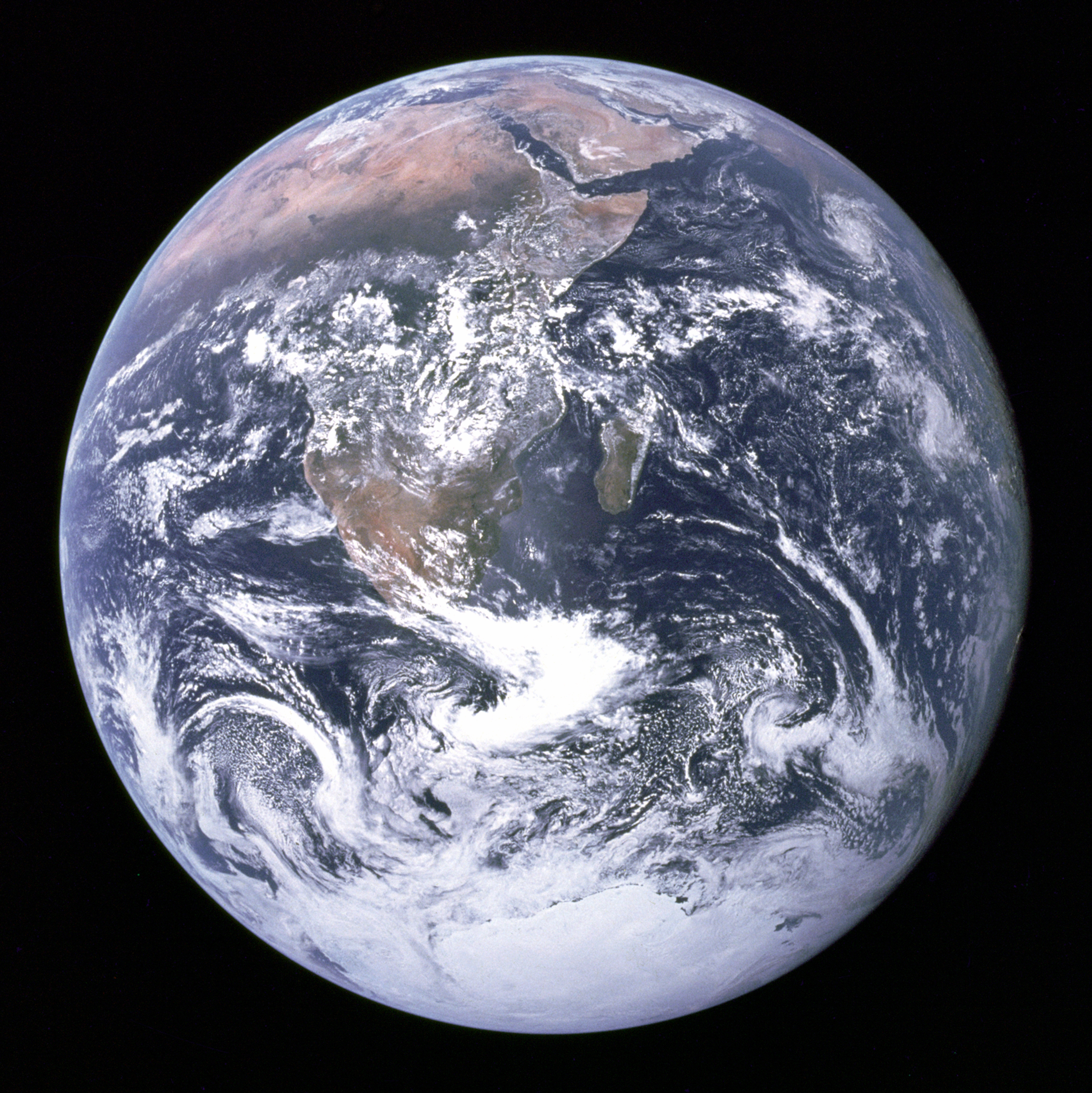
The Blue Marble, bức ảnh lịch sử tháng 12 năm 1972 được phi hành đoàn của Apollo 17 chụp

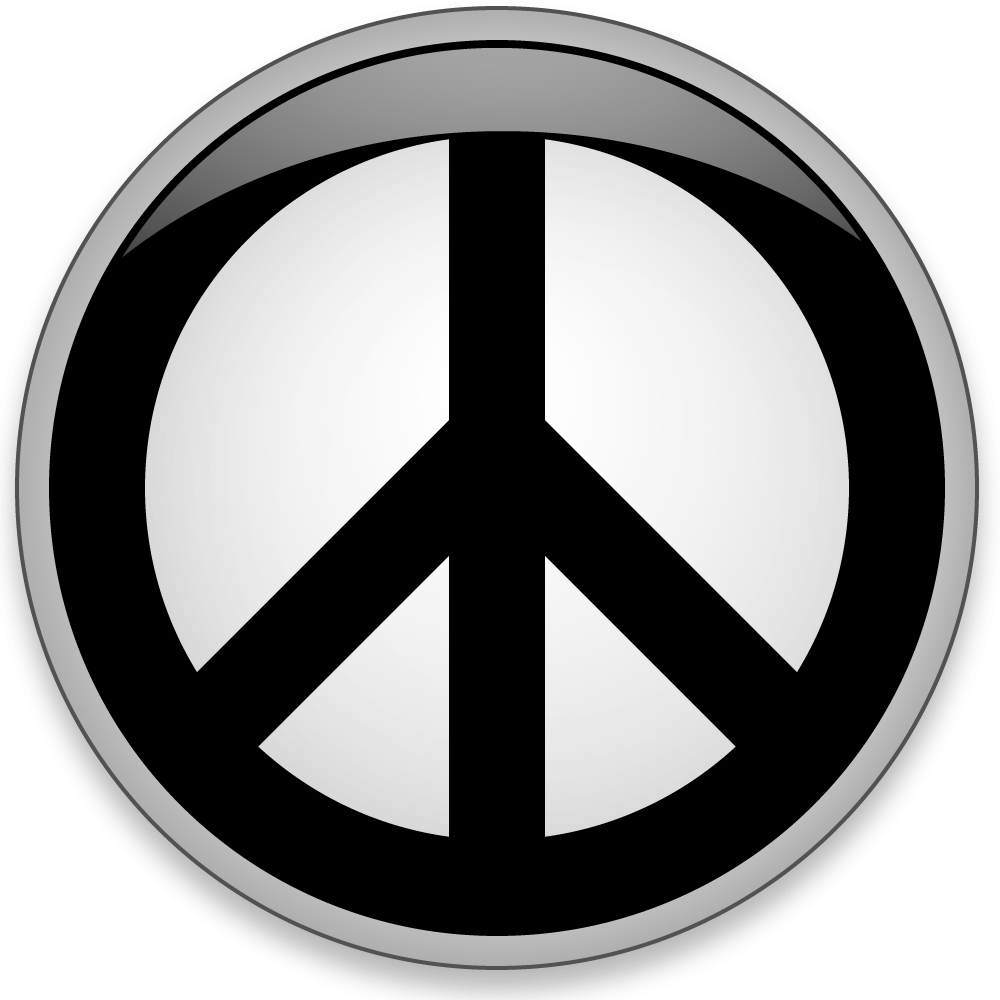
Một biểu tượng giải giáp hạt nhân, thường được gọi là " biểu tượng hòa bình "

Hòa bình thế giới, hay hòa bình trên Trái Đất, là khái niệm về một trạng thái lý tưởng của hạnh phúc, tự do và hòa bình trong và giữa tất cả mọi người và các quốc gia trên Trái Đất. Ý tưởng về bất bạo động trên thế giới này là một động lực để mọi người và các quốc gia sẵn sàng hợp tác, một cách tự nguyện hoặc nhờ hệ thống quản trị mà các đối tượng sẽ được giải quyết bằng tình yêu và hòa bình. Các nền văn hóa, tôn giáo, triết học và tổ chức khác nhau có các khái niệm khác nhau về cách một nhà nước như vậy sẽ xảy ra.
Các tổ chức tôn giáo và thế tục khác nhau có mục đích đã nêu là tiến tới hòa bình thế giới thông qua việc giải quyết các quyền con người, công nghệ, giáo dục, kỹ thuật, y học hoặc ngoại giao được sử dụng như là sự chấm dứt cho tất cả các hình thức chiến tranh. Kể từ năm 1945, Liên Hợp Quốc và năm thành viên thường trực của Hội đồng Bảo an (Hoa Kỳ, Nga, Trung Quốc, Pháp và Anh) đã hoạt động với mục đích giải quyết xung đột mà không cần chiến tranh hay tuyên chiến. Tuy nhiên, các quốc gia đã bước vào nhiều cuộc xung đột quân sự kể từ đó.

## Lý thuyết hòa bình thế giới
Nhiều giả thuyết về cách hòa bình thế giới có thể đạt được đã được đề xuất. Một số trong số này được liệt kê dưới đây.

### Hòa bình nhờ sức mạnh
Thuật ngữ này được bắt nguồn từ Hoàng đế La Mã Hadrian (trị vì 117 - 138) nhưng khái niệm này cũng lâu đời như lịch sử được ghi lại. Năm 1943, ở đỉnh điểm của Thế chiến II, người sáng lập Liên minh Paneur Europe, Richard von Coudenhove-Kalergi, đã lập luận rằng sau Chiến tranh, Hoa Kỳ buộc phải nắm quyền "chỉ huy bầu trời" để đảm bảo hòa bình thế giới lâu dài:
Trên thực tế, gần lối vào trụ sở của SAC tại Căn cứ không quân Offutt có một tấm biển lớn với biểu tượng SAC và phương châm của nó: "Hòa bình là nghề nghiệp của chúng tôi". Phương châm này "là một nghịch lý đáng kinh ngạc nhưng cũng hoàn toàn chính xác". Một máy bay ném bom SAC Máy bay ném bom B-36 được gọi là Peacemaker - Người tạo ra hòa bình và một tên lửa liên lục địa - LGM-118 có tên là Người bảo vệ hòa bình.